# Перри, Энн
Энн Перри (англ. Anne Perry), урождённая Джульет Мэрион Хьюм (англ. Juliet Marion Hulme; 29 октября 1938, Лондон, Великобритания — 10 апреля 2023, Лос-Анджелес, США) — британская писательница, дебютировавшая в 1979 году. В возрасте 16 лет она с подругой совершила убийство матери последней, за что была приговорена к тюремному заключению. После освобождения Хьюм сменила имя и занялась писательской деятельностью.

## Биография

### Раннее детство
Родилась в районе Лондона Блэкхит в семье физика Генри Рейнсфорда Хьюма и Хильды Мэрион Ривли. У неё был младший брат Джонатан. В раннем детстве у Джульет был диагностирован туберкулёз, из-за чего родители отправили её в Вест-Индию и ЮАР в надежде, что тёплый климат поправит её здоровье. С родителями Джульет воссоединилась в 13 лет, когда они вместе переехали в город Крайстчерч, Новая Зеландия, где её отец получил место ректора в Университете Кентербери.

### Убийство Оноры Рипер
В Крайстчерче Хьюм поступила в школу для девочек. Там она познакомилась с Полин Паркер. Обе они были освобождены от занятий спортом по состоянию здоровья и увлекались чтением фэнтези. В скором времени девушки сдружились. Они всё время проводили вместе, называли друг друга вымышленными именами. По мнению психиатров, с течением времени их отношения приняли нездоровый[какой?] характер. Впоследствии в СМИ высказывались многочисленные слухи, что они были лесбиянками, но Хьюм и Паркер отрицали это.
В начале 1954 года мать Хьюм объявила дочери, что она решила развестись с мужем и отправить Джульет обратно в ЮАР с тёткой. Паркер решила поехать с подругой, но её мать Хонора мешала дочери. Вместе девушки спланировали убийство.
22 июня 1954 года они пошли втроём в парк. Там Джульет и Полин подложили Хоноре на дорогу красивый камень. Когда она наклонилась, чтобы поднять его, подруги нанесли женщине множество ударов по голове кирпичом, завёрнутым в чулок. По словам патологоанатома Колина Пирсона, на теле было обнаружено 45 повреждений. Обследовавшие Джульет психиатры отметили, что она не демонстрировала никакого раскаяния.
До суда Полин и Джульет вместе находились в крайстчерчской тюрьме Папаруа, где их контакты не были ограничены, и они проводили много времени вместе. 1 июля Джульет навестил в тюрьме отец, который на следующий день после этого покинул Новую Зеландию вместе с её младшим братом.
История Хьюм и Паркер получила широкий резонанс во всём мире. Они обе предстали перед судом 28 августа. Как несовершеннолетние, они не могли быть приговорены к смертной казни и получили тюремные заключения, а также запрет на личное общение после освобождения, хотя последнее условие позже было опровергнуто министром юстиции Сэмом Барнеттом.
На суде было признано, что Джульет доминировала над Полин, поэтому она была признана катализатором случившегося. После суда её на самолёте переправили в оклендскую тюрьму строгого режима Маунт-Иден, где первые три месяца она провела в одиночной камере. Поначалу она занималась тяжёлой работой, но затем стала не справляться с ней, и её перевели в ателье. За весь период заключения никто из семьи не навестил её, и её переписка с родными была довольно редкой. 12 сентября 1954 года мать Хьюм и её новый муж (из-за которого она и развелась с её отцом) покинули Новую Зеландию.

### Писательская карьера
После освобождения в 1959 году Хьюм сменила имя на Энн Перри, взяв себе вымышленное имя и фамилию отчима. Какое-то время она прожила в США, где в 1968 году присоединилась к Церкви Иисуса Христа Святых последних дней. Позже она вернулась в Великобританию.
В 1979 году Перри опубликовала свой первый роман «Призрак с Кейтер-стрит». С тех пор писательница выпустила около 50 произведений в жанре исторического детектива.
Перри проживала в Шотландии. В 1994 году её настоящую личность раскрыли по причине готовящегося к выходу художественного фильма «Небесные создания», рассказывающего об убийстве. О выходе фильма, как и о раскрытии своей личности, Перри узнала от своего агента.  не знала о нем до самой премьеры. А потом думала лишь о том, что теперь моя жизнь рухнет». Перри крайне негативно восприняла фильм, пожаловавшись на то, что её не предупредили о съёмках и не дали возможности высказать свою точку зрения (по закону, согласие Перри на использование имени Джульетт Хьюм не требовалось). По словам Перри, никто из её друзей после раскрытия правды не отвернулся от неё.

### Поздняя жизнь
В 2017 году Перри покинула Шотландию и переехала в Лос-Анджелес, чтобы более эффективно продвигать фильмы по своим романам. В декабре 2022 года у неё случился сердечный приступ. Умерла 10 апреля 2023 года в больнице Лос-Анджелеса в возрасте 84 лет. Её последний роман «Четвёртый враг» был опубликован на следующий день после её смерти.

### О Томасе Питте
1. Призрак с Кейтер-стрит (The Cater Street Hangman), 1979
2. Находка на Калландер-сквер (Callander Square), 1980
3. Туман над Парагон-уок (Paragon Walk), 1981
4. Воскрешение на Ресуррекшн-роу (Resurrection Row), 1981
5. Вор с Рутленд-плейс (Rutland Place), 1983
6. Утопленник из Блюгейт-филдс (Bluegate Fields), 1984
7. Смерть в Поместье Дьявола (Death in the Devil’s Acre), 1985
8. Натюрморт из Кардингтон-кресент (Cardington Crescent), 1987
9. Тишина в Хановер-клоуз (Silence in Hanover Close), 1988
10. Казнь на Вестминстерском мосту (Bethlehem Road), 1990
11. Пожар на Хайгейт-райз (Highgate Rise), 1991
12. Скандал на Белгрейв-сквер (Belgrave Square), 1992
13. Невидимка с Фэрриерс-лейн (Farrier’s Lane), 1993
14. Палач из Гайд-парка (The Hyde Park Headsman), 1994
15. Врата изменников (Traitors Gate), 1995
16. Душитель из Пентекост-элли (Pentecost Alley), 1996
17. Бомба в Эшворд-холле (Ashworth Hall), 1997
18. Реквием в Брансвик-гарденс (Brunswick Gardens), 1998
19. Покойник с площади Бедфорд (Bedford Square), 1999
20. Улица Полумесяца (Half Moon Street), 2000
21. Заговор в Уайтчепеле (The Whitechapel Conspiracy), 2001
22. Медиум с Саутгемптон-роу (Southampton Row), 2002
23. Трущобы Севен-Дайлз (Seven Dials), 2003
24. Long Spoon Lane, 2005
25. Buckingham Palace Gardens, 2008
26. Betrayal at Lisson Grove, 2011
27. Dorchester Terrace, 2012
28. Midnight at Marble Arch, 2013
29. Death on Blackheath, 2014

### Об Уильяме Монке
1. Чужое лицо (The Face of a Stranger), 1990
2. Скелет в шкафу (A Dangerous Mourning), 1991
3. Предательство по любви (Defend and Betray), 1992
4. Смерть внезапна и страшна (A Sudden, Fearful Death), 1993
5. Грехи волка (The Sins of the Wolf), 1994
6. Брат мой Каин (Cain His Brother), 1995
7. Смертная чаша весов (Weighed in the Balance), 1996
8. Безмолвный крик (The Silent Cry), 1997
9. A Breach of Promise, 1997
10. The Twisted Root, 1999
11. Slaves of Obsession, 2000
12. A Funeral in Blue, 2001
13. Death of a Stranger, 2002
14. The Shifting Tide, 2004
15. Dark Assassin, 2006
16. Execution Dock, 2009
17. Acceptable Loss, 2011
18. A Sunless Sea, 2012
19. Blind Justice, 2013
20. Blood on the water, 2014

### О Первой мировой войне
1. No Graves As Yet, 2003
2. Shoulder the Sky, 2004
3. Angels in the Gloom, 2005
4. At Some Disputed Barricade, 2006
5. We Shall Not Sleep, 2007

### О Рождестве
1. A Christmas Journey, 2003
2. A Christmas Visitor, 2004
3. A Christmas Guest, 2005
4. A Christmas Secret, 2006
5. A Christmas Beginning, 2007
6. A Christmas Grace, 2008
7. A Christmas Promise, 2009
8. A Christmas Odyssey, 2010
9. A Christmas Homecoming, 2011
10. A Christmas Garland (2012)

### Фэнтези
1. Tathea, 1999
2. Come Armageddon, 2001

### Серия «Часы»
1. Tudor Rose, 2011
2. Rose of No Man’s Land, 2011
3. Blood Red Rose, 2012

## Награды
- Премия Эдгара Аллана По
- Премия Агаты

## В массовой культуре
- В 1994 году об убийстве Паркер был снят фильм «Небесные создания». Роль Хьюм исполнила Кейт Уинслет[5].
- В 1998 году по дебютному детективу писательницы о Томасе Питте снят фильм «Палач Кейтер-Стрит».